# Ложкарі
Ложкарі́ (рос. Ложкари) — присілок у складі Юр'янського району Кіровської області, Росія. Входить до складу Загарського сільського поселення.
Населення становить 455 осіб (2010, 422 у 2002).
Національний склад станом на 2002 рік — росіяни 95 %.